# Thungyai Naresuan
El Santuari de fauna de Thungyai Naresuan (en tailandès เขตรักษาพันธุ์สัตว์ป่าทุ่งใหญ่นเรศวร) és una àrea protegida de Tailàndia. Està localitzada al nord de la província de Kanchanaburi i al sud de la província de Tak. Va ser creat el 24 d'abril de 1974.Juntament amb el contigu Santuari de fauna de Huai Kha Khaeng,estan inscrits a la llista del Patrimoni de la Humanitat de la UNESCO des de l'any 1991.
Thungyai va ser ampliat el 1991 fins a una àrea de 364.000 ha. Combinat amb Huai Kha Khaeng (257.464 ha), formant l'àrea protegida més gran del sud-est asiàtic, incloent en total 622.200 ha.

## Localització i topografia
El Santuari de vida salvatge de Thung Yai Naresuan es troba a la frontera nacional occidental de Tailàndia amb Birmània, a la zona sud de la Serralada Dawna. S'estén al nord-est de les Pas de les Tres Pagodes de Sangkhla al districte de Buri (província de Kanchanaburi) a Umphang districte (província de Tak).
La zona és predominantment muntanyosa composta per diferents calcàries intercalades amb intrusions massives de granit i afloraments petits de quarsites i esquists. Les altituds varien des d'uns 180 metres sobre el nivell del mar al Vajiralongkorn embassament al sud del santuari al seu pic més alt Khao Tai Pa arribar a 1.811 metres. Els principals rius són el Mae Klong i el Mae Chan que s'originen al santuari de fauna d'Umphang i conjoin en Thung Yai a l'Upper Khwae Yai que alimenta l'embassament Si Nakharin. Diversos rius més petits al sud i sud-oest alimenten l'embassament Vajiralongkorn mentre que a la part nord-oest del santuari del Mae Kasat i el Mae Suriya desemboquen a Birmània